# Бербер, Зоя Рудольфовна
Зо́я Рудо́льфовна Бе́рбер (род. 1 сентября 1987, Пермь) — российская актриса театра, кино, телевидения и дубляжа, телеведущая. Получила известность благодаря роли Леры Обориной в российском телесериале «Реальные пацаны».

## Биография
Родилась 1 сентября 1987 года в  Перми. Училась в пермской школе № 91 в классе с театральным уклоном. Также занималась музыкой и окончила 5 классов в музыкальной школе по классу фортепиано. После окончания школы поступила в хореографический колледж, затем училась на модельера одежды.
Поступила в Пермский государственный институт искусства и культуры (курс Б. Мильграма), но была вынуждена уйти в академический отпуск для работы в сериале «Реальные пацаны».

### Карьера
С 2009 года принимает участие в спектакле «Собиратель пуль» пермского театра «Сцена-Молот» в роли Вики (режиссёр — Р. Маликов).
В октябре 2009 года Зоя принимала участие в международном фестивале «Пространство режиссуры» в рамках официальной программы Россия — Франция.
С 2010 по 2023 годы играла роль Леры в комедийном сериале «Реальные пацаны» на канале «ТНТ». В 2015 году за роль Леры была номинирована на премию «ТЭФИ» в номинации «Лучшая актриса телевизионного фильма/сериала».
В 2011 году в российской версии журнала «Maxim» заняла 5-е место в списке «100 самых сексуальных женщин страны».
С 2011 года принимает участие в спектакле «Горе от ума» пермского «Театра-Театра» в роли Софьи Павловны (режиссёры — Э. Бояков, Ф. Григорьян).
28 сентября 2016 года выпущен клип рэп-исполнителя Нигатив «Невесомость», главную роль в котором сыграла Бербер. 12 октября 2016 года музыкальная группа «25/17» при участии Бербер выпустила клип на трек «Новый вирус».
С 2016 года принимает участие в спектакле «Калигула» в Московском губернском театре (режиссёр — С. Землянский).
В 2017 году в качестве ведущей принимала участие в передаче «Спортивный момент» на телеканале «Москва 24». С 2018 года на телеканале «Моя планета» ведёт программу «Один день в городе». Играет главную роль полицейского-андроида Анны Королькевич в телесериале «Проект „Анна Николаевна“».

### Личная жизнь
29 июня 2015 года родила дочь Надежду, отец ребёнка — сценарист из Читы Александр Синегузов, с которым Бербер познакомилась в 2010 году на съёмках первых серий первого сезона «Реальных пацанов». Осенью 2020 года стало известно, что Бербер и Синегузов расстались.
В ноябре 2023 года Зоя Бербер сообщила в соцсетях о помолвке с актером Максимом Белбородовым. 7 февраля 2024 года вышла за него замуж, у пары 16 июня 2024 года родился сын Максим.

## Роли в театре
| Годы               | Спектакль                  | Роль                        | Дата премьеры в роли | Театр                 | Режиссёр                        |
| ------------------ | -------------------------- | --------------------------- | -------------------- | --------------------- | ------------------------------- |
| 2009 — наст. время | Собиратель пуль            | Вика                        | 2009                 | «Сцена-Молот»         | Руслан Маликов                  |
| 2011 — наст. время | Горе от ума                | Софья Павловна              | 8 ноября 2011        | «Театр-Театр»         | Эдуард Бояков, Филипп Григорьян |
| 2013               | Риверсайд драйв            | Барбара                     | сентябрь 2013        | «Сцена-молот»         | Александр Созонов               |
| 2014               | Демон                      | Тамара                      | 2014                 | «Театр им. Ермоловой» | Сергей Землянский               |
| 2016               | Калигула                   | Жена Муция, участник балета | 23, 24 декабря 2016  | МГТ                   | Сергей Землянский               |
| 2017               | Приключения Фандорина      | Рената Клебер               | 23, 24 сентября 2017 | МГТ                   | Татьяна Вдовиченко              |
| 2022 — наст. время | Арбенин. Маскарад без слов | Баронесса Штраль            | 21 апреля 2022       | «Театр сатиры»        | Сергей Землянский               |

## Фильмография

### Роли в кино
| Год       |   | Название                     | Роль                                                   |
| --------- | - | ---------------------------- | ------------------------------------------------------ |
| 2010—2023 | с | Реальные пацаны              | Валерия Оборина                                        |
| 2015      | с | Фарца                        | Надежда Германовна Вострикова, актриса, девушка Андрея |
| 2018      | ф | Счастья! Здоровья!           | Света                                                  |
| 2019      | с | Возмездие                    | Света, жена Юрия Шатохина                              |
| 2019      | с | Девять жизней                | Маша Трофимова                                         |
| 2019      | с | Фантом                       | Настя                                                  |
| 2019      | ф | Девушки бывают разные        | Диана Угарова                                          |
| 2019      | ф | Новогодний ремонт            | Маргарита                                              |
| 2019      | с | Душегубы                     | Ольга Аксёнова, продавщица                             |
| 2020      | с | Проект «Анна Николаевна»     | Анна Николаевна Королькевич                            |
| 2020      | с | Чума!                        | Марта, дочь барона                                     |
| 2020      | с | Любовь в рабочие недели      | Ирина                                                  |
| 2020      | с | Любовь в нерабочие недели    | Ирина                                                  |
| 2020      | ф | Чумовой Новый Год            | Марта, дочь барона                                     |
| 2020      | ф | Реальные пацаны против зомби | Лера Наумова                                           |
| 2021      | с | Любовь в жаркие недели       | Ирина                                                  |
| 2021      | ф | Стендап под прикрытием       | Алла                                                   |
| 2021      | с | По колено                    | камео                                                  |
| 2021      | с | Везёт                        | Алёна                                                  |
| 2021      | с | Триггер 2                    | Наташа                                                 |
| 2021      | ф | Чиновник                     | девушка в красном                                      |
| 2022      | ф | Тайный Санта                 | Светлана Соколова                                      |
| 2023      | ф | Новогодний шеф               | Олеся, шеф-повар ресторана                             |
| 2023      | ф | Зоськина заправка            | Зося                                                   |
| 2024      | с | Счастье не за горами         | Татьяна Крупнова, хирург                               |
| 2024      | с | Гусар 2                      | Анастасия Соколова                                     |
| 2024      | с | Тётя Марта (второй сезон)    | Вера Павлова, опекун Юли                               |
| 2024      | ф | 7 дней, 7 ночей              | Ольга Гуреева                                          |
| 2024      | ф | Семейный переполох           | Аня                                                    |
| 2024      | с | Плевако                      | Александра Ивановна Плевако, жена Николая              |
| 2025      | ф | Всё, что тебя касается       | Ира                                                    |

### Дубляж
| Год  |   | Название        | Роль                 |
| ---- | - | --------------- | -------------------- |
| 2011 | ф | Чужие на районе | Сэм (Джоди Уиттакер) |